# 拉鲁欧迪耶尔
拉鲁欧迪耶尔（法語：La Rouaudière，法語發音：[la ʁwodjɛʁ]）是法国马耶讷省的一个市镇，属于贡捷堡区。

## 地理
拉鲁欧迪耶尔（47°49'48"N, 1°11'31"W）面积19.02 平方千米，位于法国卢瓦尔河地区大区马耶讷省，该省份为法国西北部内陆省份，北起芒什省和奧恩省，西接伊勒-维莱讷省，南至曼恩-卢瓦尔省，东临萨尔特省。
与拉鲁欧迪耶尔接壤的市镇（或旧市镇、城区）包括：舍兰、埃昂塞、拉内、孔格里耶、圣艾尼昂叙罗、瑟诺讷。

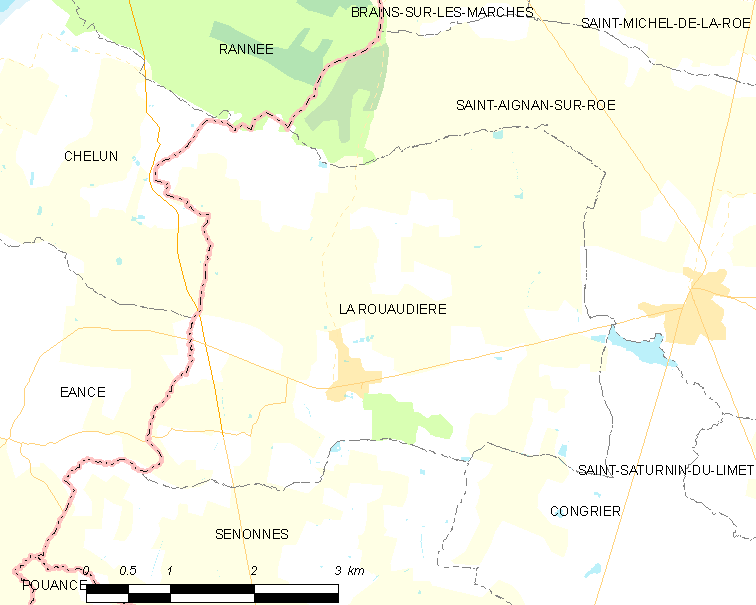
拉鲁欧迪耶尔的OSM定位图

拉鲁欧迪耶尔的时区为UTC+01:00、UTC+02:00（夏令时）。

## 行政
拉鲁欧迪耶尔的邮政编码为53390，INSEE市镇编码为53192。

## 政治
拉鲁欧迪耶尔所属的省级选区为科塞勒维维安县。

## 人口

1962-2008年间拉鲁欧迪耶尔人口变化图示

拉鲁欧迪耶尔于2022年1月1日时的人口数量为311人。